# Saint-Jean-de-Minervois
Saint-Jean-de-Minervois ist eine Gemeinde mit 133 Einwohnern (Stand 1. Januar 2022) in Frankreich und liegt im Département Hérault in der Region Okzitanien. Die Einwohner der Gemeinde heißen  Saint-Jeannais .

## Geographie
Das Dorf liegt am Fuße der Causse du Larzac, in der Nähe der Montagne Noire. 
Das Gemeindegebiet wird vom Flüsschen Cessière durchquert und gehört zum Regionalen Naturpark Haut-Languedoc.
Ein Teil der landwirtschaftlichen Flächen dient dem Weinbau und die Weinberge liegen innerhalb der geschützten Herkunftsbezeichnungen Minervois und Muscat de Saint-Jean-de-Minervois.

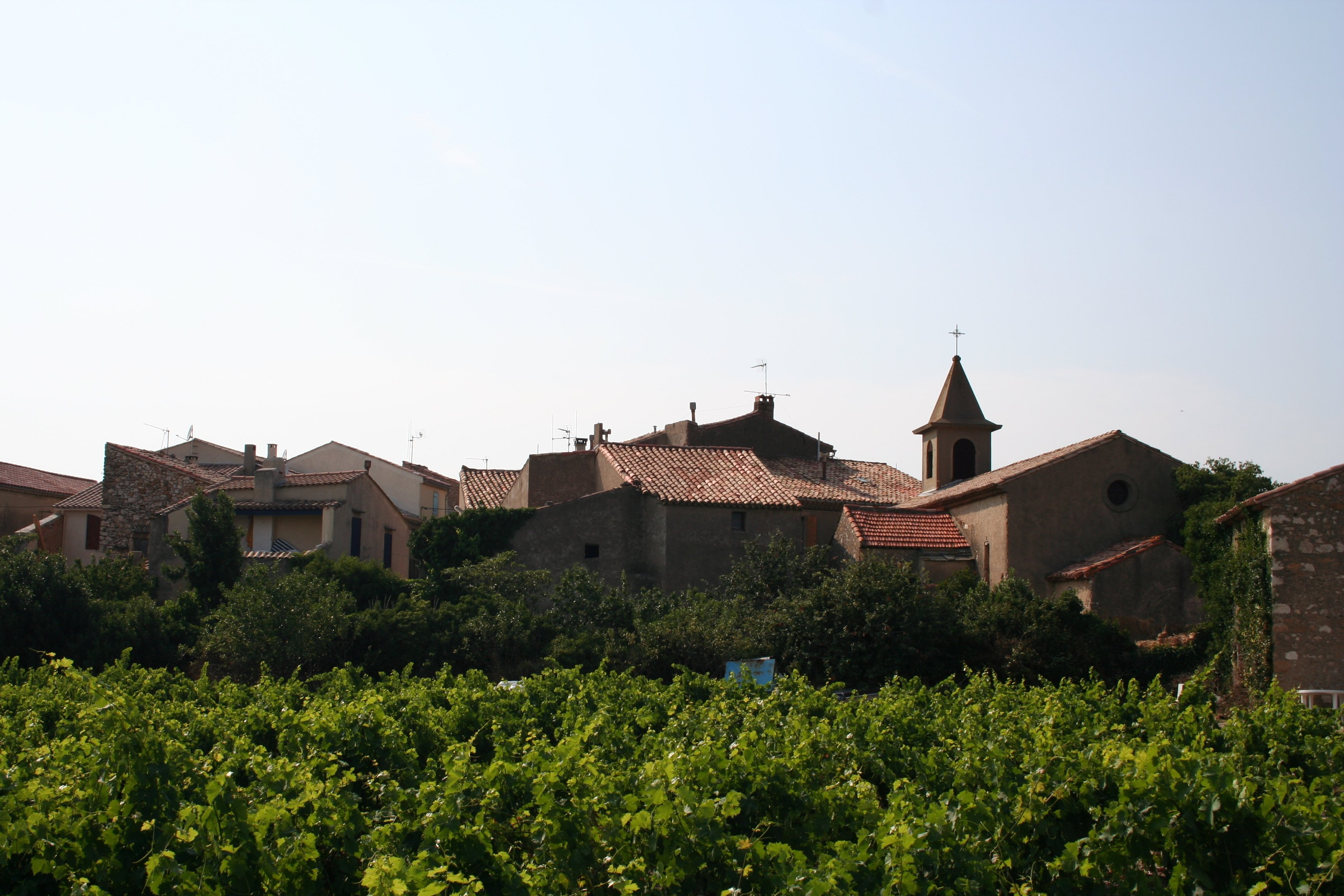
Blick auf Saint-Jean-de-Minervois

| Bevölkerungsentwicklung | Bevölkerungsentwicklung |
| Jahr                    | Einwohner               |
| ----------------------- | ----------------------- |
| 1962                    | 164                     |
| 1968                    | 182                     |
| 1975                    | 151                     |
| 1982                    | 146                     |
| 1990                    | 135                     |
| 1999                    | 115                     |
| 2006                    | 134                     |
| 2017                    | 148                     |